# Cessna 206
Cessna 205, 206 и 207 — семейство однодвигательных, легких самолётов, выпускаемых американской компанией Cessna. Популярная линейка моделей Cessna 205/206/207 была построена на базе самолёта Cessna 210. Большая часть единиц была произведена преимущественно с 1964 по 1985 год. Всего, к концу 1984 года, было построено 576 единиц самолёта Cessna 205, 7556 единиц самолёта Cessna 206 и 790 единиц самолёта Cessna 207.

## Разработка

#### Cessna 205
Шестиместный самолёт Cessna 205 производился с 1963 по 1964 год и был построен на базе Cessna 210 (обозначался производителем как Model 210-5). Отличался от базовой модели неубирающимися шасси и расположением дверей. В данной модели устанавливался двигатель на 260 л.с — Continental IO-470-S.

#### Cessna 206
Шестиместный самолёт Cessna 206 производился с 1964 по 1985, в этот период была произведена 6581 единица. Спустя двенадцать лет, началось производство новых версий Cessna 206, в 1998 году, первыми были выпущены две модификации — Cessna 206H и модификация с турбонагнетателем — Cessna T206H. Cessna 206 является самой популярной моделью данного семейства. Производится в наше время.

#### Cessna 207
Семиместный самолёт Cessna 207, имеет удлиненный фюзеляж, из-за чего обладает большей грузоподъемностью — около 820 кг (1800 фунтов). Самолёт производился с 1969 по 1984 год.

## Лётно-технические характеристики
- размах крыла (м): 10,92
- длина (м): 8,62
- высота (м): 2,92
- площадь крыла (м²): 16,2
- Число мест: в модели 206 — 6 чел.
- пустой (т): 0,951
- максимальная взлётная (т): 1,633
- максимальная скорость (км/ч): 278
- крейсерская скорость при 75 % мощности (км/ч): 265
- длина разбега (м): 275
- крейсерская скорость для дальних полётов (км/ч): 220
- дальность полёта (км): 870
- дальность полёта с дополнительным топливом (км): 1280